# Friedrich von Götz

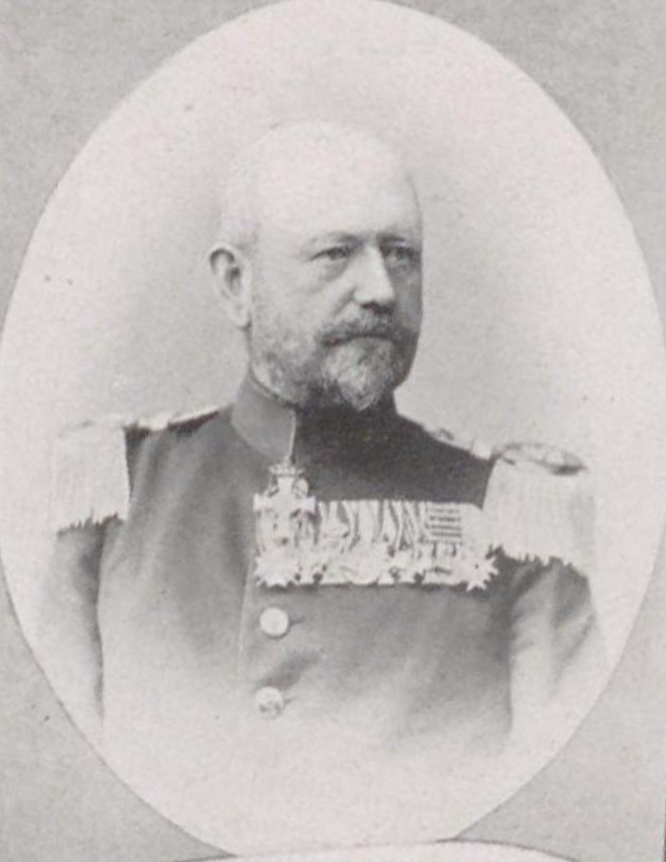
Karl Friedrich von Götz

Karl Friedrich von Götz (* 1844 in Neuwitz bei Dahlen; † 1920) war ein sächsischer Generalmajor.

## Leben
Friedrich von Götz war Sohn des Regierungsrat und Domherr zu Meißen, Wilhelm Albrecht von Götz und dessen zweiter Ehefrau Augusta von Egidy, Tochter des sächsischen Regimentskommandeurs Christoph August von Egidy, welcher 1812 inmitten der Napoleonischen Kriege fiel. Zu seinen Geschwistern zählten die sächsischen Offiziere Max Alfred von Götz, Wilhelm Ernst von Götz († 1870 gefallen) und Oswald Heinrich von Götz. Seine einzige Halbschwester war Luise von Götz, welche den sächsischen Offizier und Publizisten Moritz von Egidy heiratete.
Friedrich von Götz wurde im Jahr 1866 zum Fähnrich bei der sächsischen Armee ernannt. Nachdem er mit dem 2. Jäger-Bataillon am Krieg gegen Preußen teilnahm, indem er am 24. Juni 1866 zum Leutnant ernannt wurde, wurde er nach Kriegsende und Neuorganisation der sächsischen Armee dem 2. Jäger-Bataillon Nr. 13 zugeteilt. Nachfolgend nahm er innerhalb des Schützen-(Füsilier-)Regiment „Prinz Georg“ (Königlich Sächsisches) Nr. 108 am Krieg gegen Frankreich teil, stieg am 5. Februar 1871 zum Oberleutnant auf und wurde u. a. mit dem Eisernen Kreuz II. Klasse ausgezeichnet. Nach weiteren Jahren im Regiment erfolgte am 28. Mai 1876 seine Beförderung zum Hauptmann und Kompaniechef. Nach vieljährigen Dienst in dieser Eigenschaft stieg er am 1. April 1887 zum Major und Bataillonskommandeur beim Verband auf. Am 16. September 1891 erfolgte seine Beförderung zum Oberstleutnant und etatsmäßigen Stabsoffizier beim 9. Infanterie-Regiment Nr. 133. Nach Beförderung zum Oberst am 30. März 1895 wurde er gleichzeitig zum neuen Regimentskommandeur des 4. Infanterie-Regiments Nr. 103 ernannt. Unter Genehmigung seines Abschiedsgesuches wurde er am 24. März 1898 zur Disposition gestellt. Am 19. April 1901 erhielt er den Charakter eines Generalmajors.
Friedrich von Götz war mit Anna von Gruben verheiratet. Aus der Ehe entstanden drei Kinder, nämlich Fritz, Anna und Hans von Götz.